# کاروانسرای چنار راهدار
کاروانسرای چنار راهدار مربوط به دوره صفوی است و در شیراز، جنب پاسگاه چنارراهدار واقع شده و این اثر در تاریخ ۱۴ تیر ۱۳۷۸ با شمارهٔ ثبت ۲۳۷۳ به‌عنوان یکی از آثار ملی ایران به ثبت رسیده است.